# アロマデンドリン
アロマデンドリン（英: Aromadendrin）はフラボノイドの一種、フラバノノールの一つである。別称ジヒドロケンペロール（dihydrokaempferol）、カツラニン（Katuranin）。ベニマツ材に含まれるほか、カラマツ材にも微量含まれる。

## 代謝
ジヒドロケンペロール-4-レダクターゼは、ロイコペラルゴニジンと NADP+ から アロマデンドリンと NADPH、H+ を産生する。

## 配糖体
- (2R,3R)-トランス-アロマデンドリン-7-O-β-D-グルコピラノシド-6′′-(4′′′-ヒドロキシ-2′′′-メチレンブタノアート) は、アロマデンドリンの 6-アシル 7-O-グルコシドで、Afzelia bella（マメ科）幹皮から得られる[3]。

- フェラムリン（英語版）はアロマデンドリンの 8-プレニル 7-グルコシド誘導体である。

## 化学合成
ロイコペラルゴニジンすなわち (2R,3S,4R)-3,4,5,7,4'-ペンタヒドロキシフラバンは アロマデンドリンから水素化ホウ素ナトリウム還元により合成される。